# Беришвили, Иосиф Алексеевич
Иосиф Алексеевич Беришвили (род. 14 октября 1953) — советский борец классического стиля, чемпион и призёр чемпионатов СССР, призёр чемпионатов Европы и мира, мастер спорта СССР международного класса (1974). Увлёкся борьбой в 1968 году. В 1972 году выполнил норматив мастера спорта СССР. Участвовал в восьми чемпионатах СССР. Член сборной команды страны в 1974—1977 годах. В 1981 году оставил большой спорт.

## Спортивные результаты
- Чемпионат СССР по классической борьбе 1974 года — ;
- Чемпионат СССР по классической борьбе 1976 года — ;
- Чемпионат СССР по классической борьбе 1977 года — ;
- Чемпионат СССР по классической борьбе 1978 года — ;